# Пухуцяяха (река, впадает в Карское море)
Пухуцяяха (также Пухуча-Яха) — река в России, протекает по территории Ямальского района Ямало-Ненецкого автономного округа, на полуострове Ямал. Длина реки — 171 км, площадь водосборного бассейна — 872 км².
Исток реки находится в центральной части полуострова Ямал на высоте более 19 м над уровнем моря. В верховьях течёт преимущественно на запад. Затем, перед впадением основного притока, реки Нгарка-Хасуйяха, поворачивает на север; в низовьях вновь устремляется на северо-запад. На всём протяжении русла берега часто обрывистые, активно меандрирует. В бассейне большое количество некрупных озёр. Впадает в Карское море в 10 км к юго-западу от устья реки Сядоръяхи. Река испытывает приливно-отливные течения. Перед устьем ширина реки достигает 97 м, а глубина — 2,8 м.

## Основные притоки
Указаны поименованные притоки длиной более 20 км.
| Название        | Расстояние от устья | Длина | Положение |
| --------------- | ------------------- | ----- | --------- |
| Ерхасуйяха      | 105                 | 27    | правый    |
| Нгарка-Хасуйяха | 118                 | 44    | правый    |

## Данные водного реестра
По данным государственного водного реестра России относится к Нижнеобскому бассейновому округу, водохозяйственный участок — реки бассейна Карского моря от западной границы бассейна реки Большая Ою до мыса Скуратова, речной подбассейн реки — подбассейн отсутствует. Речной бассейн реки — Реки бассейна Карского моря междуречья Печоры и Оби.
Код объекта в государственном водном реестре — 15010000112115300040849.